# 布莱德·达尔森
布萊德·菲利普·達爾森（Bradford Phillip Delson，1977年12月1日—）是一名美國音樂家，美國知名新金屬樂團聯合公園(Linkin Park)的主音吉他手，另外他也擔任Machine Shop Recordings的A&R。

## 早期生活
布萊德·達爾森出生於美國加利福尼亞州洛杉磯下所屬的一座小城鎮，阿古拉山，洛杉磯一個富裕的郊區。